# E.M.S. Nambodiripad
E.M.S. Nambodiripad (Elankulam Manakkal Sankaran Nambodiripad), född 13 juni 1909 i Perinthalmanna, i nuvarande distriktet Mallapuram, död 19 mars 1998, känd under epitetet EMS, var en kommunistisk politiker och en av männen bakom bildandet av den indiska delstaten Kerala.
I ungdomen var EMS aktiv i Indiska nationalkongressen. Han gick sedermera med i Communist Party of India och blev när delstaten Kerala bildades 1956 den förste fullt demokratiskt valde kommunistiske regeringschefen i världen.[källa behövs] Sedan hans regering beslutat om en ingripande jordreform och en genomgripande reform av skolväsendet avsattes han av den indiska centralregeringen som införde presidentstyre i Kerala. Vid partisöndringen bland kommunisterna i Indien 1964 följde EMS med till CPI(M).